# Красні Гори (Лузький район)
Красні Гори (рос. Красные Горы) — присілок у Лузькому районі Ленінградської області Російської Федерації.
Населення становить 46 осіб. Належить до муніципального утворення Толмачовське міське поселення.

## Історія
Згідно із законом від 28 вересня 2004 року № 65-оз належить до муніципального утворення Толмачовське міське поселення.

## Населення
| 2007 | 2010 |
| ---- | ---- |
| 95   | ↘46  |